# الخفیه
الخفیه (به عربی: الخفیة) یک روستا در سوریه است که در ناحیه مرکزی سلمیه واقع شده‌است. الخفیه ۱۱۹ نفر جمعیت دارد.